# Губата котяча акула новокаледонська
Губата котяча акула новокаледонська (Aulohalaelurus kanakorum) — акула з роду Губата котяча акула родини Котячі акули.

## Опис
Загальна довжина досягає 78,5 см. Голова невелика, округла, дещо сплощена зверху. Очі невеликі, горизонтальної форми, мигдалеподібні, з мигальною перетинкою. За ними розташовані невеличкі бризкальця. Ніздрі помірного розміру з носовими клапанами. Рот дугоподібний. Зуби дрібні, розташовані на щелепах у декілька рядків. Вони однакові за розміром та формою. У неї 5 пар зябрових щілин. Тулуб стрункий, подовжений. Грудні плавці широкі й добре розвинені. Має 2 великих спинних плавця. Перший розташовано навпроти черевних плавців, задній — анального. Передній спинний плавець дещо менше за задній. Черевні плавці широкі, але поступаються грудним й спинним. Анальний плавець маленький. Хвіст довгий і тонкий. Хвостовий плавець гетероцеркальний: нижня лопать не розвинена, верхня лопать велика.
Забарвлення світло-коричневе з багатьма темно-коричневими плямами, які на спині зливаються у чудернацькі темні візерунки. На них, у свою чергу, присутні світлі цяточки. Плавці мають світлу облямівку.

## Спосіб життя
Тримається на глибині до 50 м. Воліє до коралових рифів. Доволі повільна, малорухлива акула. Не залишає ділянку проживання. Полює на здобич біля дна, є бентофагом. Живиться дрібною рибою, креветками, молюсками, морськими черв'яками, личинками.
Це яйцекладна акула.
Не є об'єктом промислового вилову.

## Розповсюдження
Мешкає в акваторії Нової Каледонії. Звідси походить назва цієї акули.